# Alue Ie Mameh
Alue Ie Mameh is een bestuurslaag in het regentschap Nagan Raya van de provincie Atjeh, Indonesië. Alue Ie Mameh telt 566 inwoners (volkstelling 2010).